# Basse Santo-Su
Basse Santo-Su är huvudort i regionen Upper River i Gambia. Den ligger i den östra delen av landet, 260 km öster om huvudstaden Banjul. Antalet invånare var 11 354 vid folkräkningen 2013.